# Enrique Irazoqui

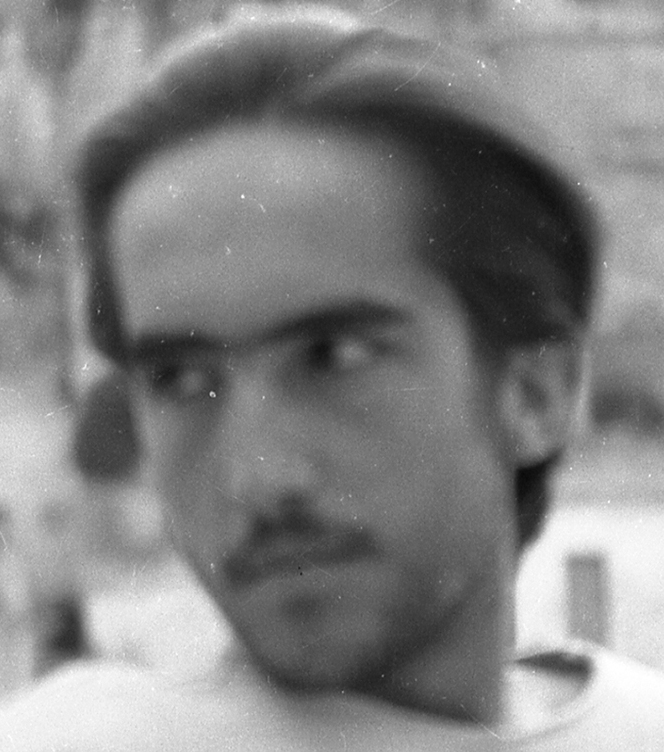
Enrique Irazoqui (1964)

Enrique Irazoqui (* 5. Juli 1944 in Barcelona; † 16. September 2020 ebenda) war ein spanischer Filmschauspieler und Hispanist.

## Leben
Irazoqui wurde als Sohn eines spanischen Vaters, der sich als Psychiater seinen Lebensunterhalt erworben hatte, sowie einer italienischen Mutter, die als Unternehmerin tätig gewesen war, in Barcelona geboren. Irazoqui war 19 Jahre alt, als er 1964 die Rolle des Jesus von Nazaret in Pier Paolo Pasolinis Filmdrama Das 1. Evangelium – Matthäus verkörperte. 1966 und 1967 stand er in zwei weiteren, international kaum beachteten Filmen vor der Kamera, ehe er sich ins Privatleben zurückzog.
Irazoqui komplettierte sein Studium der Volkswirtschaftslehre an der Universität Barcelona; später lebte er in den Vereinigten Staaten, wo er Spanische Literatur studierte.
Nach 25 Jahren Pause stand er 1992 in El largo invierno an der Seite von Vittorio Gassman und Elizabeth Hurley erneut vor der Kamera. Wieder sollten 16 weitere Jahre vergehen, ehe er 2008 in A la soledat als Schauspieler vor der Kamera stand.
2002 war er Schiedsrichter beim legendären Schachduell Brains in Bahrain.
Zuletzt lebte Irazoqui, der Professor für Spanische Literatur war, in Cadaqués in der spanischen Provinz Girona.
2011 erhielt er die Ehrenbürgerschaft der Stadt Matera in Italien, wo 1964 Das 1. Evangelium – Matthäus produziert worden war.

## Filmografie
- 1964: Das 1. Evangelium – Matthäus (Il Vangelo secondo Matteo)
- 1966: Noche de vino tinto
- 1967: Dante no es únicamente severo
- 1992: El largo invierno
- 2008: A la soledat
- 2009: El aullido (Kurzfilm)
- 2020: Das Neue Evangelium